# Альфред Веркер
Альфред Луїс Веркер (англ. Alfred Louis Werker; 2 грудня 1896 — 28 липня 1975) — американський кінорежисер, який працював в період з 1917 по 1957 рік.
На думку критиків, Веркера як режисера можна охарактеризувати як «компетентного ремісника або талановитого найманця». Велика частина робіт Веркера була абсолютно очевидно не видатними, проте він бездоганно поставив два фільми: «Пригоди Шерлока Холмса» (1939) (безперечно, один з найкращих фільмів про знаменитого детектива) і культовий поліцейський трилер «Він бродив по ночах» (1948). До числа найбільш популярних робіт Веркера відносяться також драма «Династія Ротшильдів» (1934), комедія «Раптом прорвемося!» (1942) і фільм нуар «Шок» (1946).
У 1949 році картина Веркера «Він бродив ночами» завоювала спеціальний приз Міжнародного кінофестивалю в Локарно в категорії «Найкращий поліцейський фільм». Його фільм «Втрачені кордони» (1949) був номінований на Гран-прі Канського кінофестивалю і на премію Гільдії режисерів Америки за видатне режисерське досягнення в кіно.